# Gaertnera longivaginalis
Gaertnera longivaginalis là một loài thực vật có hoa trong họ Thiến thảo. Loài này được (Schweinf. ex Hiern) E.M.A.Petit mô tả khoa học đầu tiên năm 1959.